# Quod omnes tangit
Quod omnes tangit ab omnibus approbari debet (literalmente "lo que a todos toca, todos deben aprobarlo") es un brocardo derivado de un principio del derecho romano, contenido en el Código de Justiniano e inicialmente restringido al derecho privado (en casos de tutela con múltiples tutores -Tunc etenim, sive testamentarii sive per inquisitionem dati sive legitimi sive simpliciter creati sunt, necesse est omnes suam auctoritatem praestare, ut, quod omnes similiter tangit, ab omnibus comprobetur-), pero que a partir de su reinterpretación en el derecho medieval (los canonistas de los siglos XII y XIII) se extendió a otros ámbitos, en lo que se ha considerado el inicio del derecho constitucional. Suele citarse simplificado como quod omnes tangit, o con las siglas q. o. t.

## Historia
Como principio legal, la fórmula se aplicó extensamente por los tratadistas políticos en la Baja Edad Media y la Edad Moderna para describir la relación entre la cabeza y los miembros del cuerpo político tanto temporal como eclesiástico (monarquía autoritaria y absoluta, conciliarismo).
Está muy vinculada a la tradición política y jurídica anglosajona, especialmente a partir de la Carta Magna (1215) y el Parlamento modelo (1295). En la revolución estadounidense se utilizó como lema una versión restringida a la fiscalidad: No taxation without representation ("ningún impuesto sin representación"). En el reino de Polonia, la introducción de una aplicación extrema de esta regla derivó en el principio del Liberum veto ("libre veto"), por el que se exigía un consenso por unanimidad en la institución parlamentaria (Sejm). En el derecho italiano se aplica a la "comunión" o copropiedad de bienes.
En el derecho canónico, sobre la base del principio quod omnes tangit, la decretal de Bonifacio VIII (Liber Sextus 5.12.29) introdujo el principio quod Dei tangit ("lo que a Dios toca"), que establecía para la Iglesia la posibilidad de vetar toda providencia de autoridades civiles que de algún modo interfiriera en la autoridad divina.
En las órdenes monásticas se introdujo el principio de que determinadas decisiones requerían la unanimidad (vox in capitulo).
En el contexto de los debates en torno al concilio Vaticano II, la frase asumió un significado diferente: Yves Congar, en el texto Quod omnes tangit ab omnibus tractari et approbari debet (1958), lo entiende en el sentido de que las materias de fe deben ser debatidas hasta encontrar el consenso de todos los cristianos.